# FIFA 08
FIFA 08 je videoigra iz Electronic Artsova nogometnog FIFA serijala. Proizvođač je EA Canada, a izdavač EA Sports. FIFA 08 je u Japanu i Australaziji izašla 27. rujna 2007., u Europi 28. rujna, a u Sjedinjenim Američkim Državama 8. listopada 2007. Na konzolama PlayStation 3 i Xbox 360, FIFA 08 je imala napredniju grafiku igre, kao i različite komentatore u odnosu na inačice za druge platforme. Na Nintendu DS se nalazi manje klubova, stadiona, mogućnosti i dresova.

## Mogućnosti
Većina opcija u FIFA-i 08 je ista kao u prethodnim igrama serijala FIFA, osim opcije "Be A Pro" (hr: "Postani profesionalac"), gdje igrač cijelu utakmicu igra samo s jednim nogometašem (koji se može promijeniti). Jedina su iznimka vratari.

## Licence
FIFA 08 sadrži 621 klub/reprezentaciju, 30 nogometnih liga (uključujući 27 liga iz FIFA-e 07) i više od 15.000 nogometaša. Od 621 momčadi, njih 29 nemaju licencu (od čega 13 reprezentacija).

### Lige
Lige su gotovo iste kao u nastavku, FIFA-i 09.
- A-League
- Austrian Bundesliga1
- Belgium Pro League
- Campeonato Brasileiro2
- Gambrinus liga
- SAS Ligaen
- FA Premier Liga
- Football League Championship
- Football League One
- Football League Two
- Ligue 1
- Ligue 2
- Bundesliga
- 2. Bundesliga
- FAI Eircom League
- Serie A3
- Serie B4 5
- Major League Soccer
- K-League
- Primera División Mex
- Eredivisie
- Tippeligaen
- Polska Liga6
- Liga Sagres
- Rest of World
- SPL
- Liga BBVA
- Liga Adelante
- Allsvenskan7
- Axpo Super League
- Turkcell Süper Lig
- World League (hr: "Svjetska Liga")

### Reprezentacije
FIFA 08 ima 43 nogometne reprezentacije. Većina je licencirana, osim nekih (npr. Nizozemska i Rusija).
| - Argentina - Australija - Austrija - Belgija - Brazil - Bugarska - Kamerun - Kina - Hrvatska - Češka - Danska - Ekvador - Engleska - Finska - Francuska | - Njemačka - Grčka - Mađarska - Italija - Južna Koreja - Meksiko - Nizozemska - Novi Zeland - Nigerija - Sjeverna Irska - Norveška - Paragvaj - Poljska - Portugal | - Irska - Rumunjska - Rusija - Škotska - Slovenija - JAR - Španjolska - Švedska - Švicarska - Turska - Ukrajina - SAD - Urugvaj - Wales |

## Stadioni
| #  | Ime                      | Država       | Nogometni klub                   |
| -- | ------------------------ | ------------ | -------------------------------- |
| 1  | St James' Park           | Engleska     | Newcastle United F.C.            |
| 2  | Emirates Stadium         | Engleska     | Arsenal FC                       |
| 3  | Anfield                  | Engleska     | FC Liverpool                     |
| 4  | Old Trafford             | Engleska     | Manchester United                |
| 5  | Stamford Bridge          | Engleska     | Chelsea FC                       |
| 6  | White Hart Line          | Engleska     | Tottenham Hotspur                |
| 7  | Wembley Stadium          | Engleska     | Engleska reprezentacija          |
| 8  | Park des Princes         | Francuska    | Paris Saint-Germain              |
| 9  | Stade Gerland            | Francuska    | Lyon                             |
| 10 | Stade Velodrome          | Francuska    | Marseille                        |
| 11 | Stade Felix Bollaert     | Francuska    | RC Lens                          |
| 12 | Delle Alpi               | Italija      | Juventus i Torino F.C.           |
| 13 | Stadio Olimpico          | Italija      | AS Roma i Lazio                  |
| 14 | San Siro                 | Italija      | AC Milan i Inter Milan           |
| 15 | Estadio Azteca           | Meksiko      | Club América                     |
| 16 | Estadio Jalisco          | Meksiko      | CD Guadalajara i F.C. Atlas      |
| 17 | Allianz Arena            | Njemačka     | FC Bayern München i 1860 München |
| 18 | Signal Iduna Park        | Njemačka     | Borussia Dortmund                |
| 19 | HSH Nordbank Arena       | Njemačka     | HSV                              |
| 20 | Olympiastadion Berlin    | Njemačka     | Hertha Berlin                    |
| 21 | BayArena                 | Njemačka     | Bayer Leverkusen                 |
| 22 | Veltins Arena            | Njemačka     | FC Schalke 04                    |
| 23 | Commerzbank Arena        | Njemačka     | Eintracht Frankfurt              |
| 24 | Mercedes-Benz Arena      | Njemačka     | WfB Stuttgart                    |
| 25 | AWD Arena                | Njemačka     | Hannover 96                      |
| 26 | Amsterdam ArenA          | Nizozemska   | Ajax Amsterdam                   |
| 27 | Estádio da Luz           | Portugal     | S.L. Benfica                     |
| 28 | Estádio do Bessa         | Portugal     | Boavista F.C.                    |
| 29 | Estádio do Dragão        | Portugal     | F.C. Porto                       |
| 30 | Estádio José Alvalade    | Portugal     | Sporting C.P.                    |
| 31 | Daegu Sports Complex     | Južna Koreja | Daegu FC                         |
| 32 | Seoul World Cup Stadium  | Južna Koreja | FC Seoul                         |
| 33 | Estadio Mestalla         | Španjolska   | Lyon                             |
| 34 | Estadio Vicente Calderon | Španjolska   | Atlético Madrid                  |
| 35 | Camp Nou                 | Španjolska   | FC Barcelona                     |
| 36 | Home Depot Center        | SAD          | LA Galaxy, Chivas USA            |
| 37 | Millennium Stadium       | Wales        | Velška reprentacija              |